# Kawemhakan
Kawemhakan, anteriormente también llamado Anapaike es una villa indígena en Surinam. Está situada a orillas del río Lawa, que forma la frontera con la provincia francesa de ultramar llamada Guayana Francesa.

## Toponimia
Anapaike es el nombre del primer jefe tribal del pueblo Wayana. El nombre geográfico de la aldea es la palabra indígena Kawemhaken. 

## Nombre
El nombre indígena del pueblo es Kawemhakan, que se traduce como "orilla alta del río" en el idioma wayana. El pueblo también se conoce con el nombre de Anapaikë, que es el nombre del difunto granman de los Wayana en Surinam, quien murió a fines de julio de 2002. Los misioneros bautistas llamaron al pueblo Lawa Station, y muchos Wayana todavía se refieren a la pueblo como "Lawa".

## Historia
Kawemhakan fue fundado en 1958, principalmente por personas que vivían en la aldea del jefe local Janomalë, que estaba situada aguas arriba del río Lawa. Era una práctica común de Wayana mudarse a otra aldea después de la muerte de un jefe, pero la muerte de Janomalë coincidió con la llegada de los Baptist misioneros al área. Tanto los misioneros estadounidenses como el gobierno de Surinam querían concentrar a Wayana en un lugar central, ya que eso facilitaría sus esfuerzos misioneros y de desarrollo. A instancias de los misioneros bautistas, Anapaikë fue nombrado por el gobierno de Surinam como el primer granman de los wayana.
Kawemhakan pronto floreció como el principal pueblo wayana de Surinam. El gobierno de Surinam construyó una moderna casa prefabricada de Bruynzeel para Anapaikë, con comodidades como un baño, una ducha y una cocina, que los wayana consideraban muy modernas en la década de 1960. Se construyó una pista de aterrizaje para brindar transporte a Paramaribo y se estableció una clínica para brindar atención médica básica.
Durante la pandemia de COVID-19 en Surinam, se cerró la frontera con la Guayana Francesa. La Fundación Mulokot con base local bajo Jupta Itoewaki organizó vuelos de suministro desde otras partes de Surinam en su lugar.

## Educación
A principios de la década de 1970, se construyó una escuela primaria en Kawemhakan. Esta escuela cerró sus puertas al comienzo de la Guerra Interior de Suriname, y solo se reabrió temporalmente en principios de la década de 1990 como parte de un paquete de ayuda de emergencia internacional. Después de que expiró la ayuda de emergencia, los maestros se fueron de Kawemhakan nuevamente y los niños de Kawemhakan han ido a la escuela francesa en Talhuwen desde entonces. Los escolares de Kawemhakan y Kumakahpan son transportados a Talhuwen todos los días escolares en barco.

## Salud
Kawemhakan alberga un Medische Zending centro de atención médica, que en 1968 se hizo cargo de la provisión de servicios básicos de atención médica de los misioneros bautistas. La clínica fue financiada por la Holandesa ONG Simavi y empresas surinamesas.

## Geografía
Kawemhakan se encuentra sobre 4,5 km (2,8 mi) aguas abajo del río Lawa desde las aldeas de Kulumuli, Taluwen, Epoja y Alawataimë enï, y 6,5 km (4 mi) aguas arriba del río Lawa desde el pueblo de Élahé, ambos se encuentran en la orilla este del río y, por lo tanto, se encuentran en la Guayana francesa.

## Transporte

### Por aire
Kawemhakan cuenta con Lawa Anapaike Airstrip, que ofrece servicios programados hacia y desde Paramaribo.